# Pétales de sang
Pétales de sang est un roman de l'écrivain kenyan Ngugi wa Thiong'o paru en 1977 en anglais sous le titre Petals of Blood. Roman-fleuve de près de 500 pages à la structure narrative complexe, mêlant enquête policière, chronique villageoise sociologique et fresque historique, il décrit et dénonce sous forme d'allégorie la transformation post-coloniale du Kenya, avec une classe de néo-bourgeois noirs ayant remplacé les colons britanniques. Cette critique marxiste vaut à son auteur, à l'époque de sa parution, la vindicte du gouvernement menant à son emprisonnement.
Plusieurs fois réédité, le livre est un classique du roman africain.

## Résumé
Peu après l'indépendance du Kenya, dans le village imaginaire d'Ilmorog, l'incendie de la brasserie  provoque la mort de ses propriétaires locaux, trois hommes d'affaires ayant joué un rôle moteur dans la transformation du village en ville moderne industrielle. Une enquête policière porte sur quatre suspects : Munira, le maître d'école, Abdulla, un ancien combattant Mau-Mau devenu tenancier de bar, Wanja, une serveuse de bar devenue prostituée, et Kagera, un jeune syndicaliste. En toile de fond, la sécheresse assaille les paysans, qui, au bord de la famine, vont tenter d'alerter leur député, mais ne rencontrent qu'indifférence à leur sort et cupidité,. Les quatre suspects mêlent leur voix à celle du narrateur, pour présenter leur vie, leurs questionnements professionnels, leurs amitiés. Quelques mois plus tard, le village se transforme en ville touristique, sans plus aucune place pour les paysans, qui deviennent ouvriers, chômeurs ou prostituées.

## Personnages principaux
- Munira est un instituteur qui s’investit dans l’éducation. Après son échec à en incarner la figure, il sombre dans le mysticisme religieux[1],[2],[3].

- Abdulla est un rescapé Mau Mau, réduit au silence et à l'oubli. Propriétaire de bar, il en est dépossédé en raison de la prédation immobilière[1],[2],[3].

- Wanja, sa barmaid, ancienne ouvrière, devient prostituée puis gérante d’une maison close[1],[2],[3]..

- Karega, plus jeune, a été renvoyé de son lycée pour cause de grève. Après avoir été chômeur, marchand de rue puis enseignant, il devient, dans sa quête de sens, syndicaliste pour tenter de conscientiser les masses ouvrières, meurtrie par les assassinats politiques de plusieurs de ses porte-drapeaux[1],[2],[3].

## Thèmes traités
Le roman est avant tout une interrogation profonde sur les mécanismes en œuvre dans la transformation du Kenya en État néo-colonial après l'indépendance, avec comme soubassement l'histoire politique du pays.

### Action individuelle ou collective
Dans le roman, le meurtre des trois hommes d'affaires néocoloniaux est vu par presque tous les acteurs comme une possible solution aux changements non souhaités. Toutefois, lorsque les autorités prétendent ramener l'ordre social après avoir finalement résolu l'affaire, les villageois réalisent finalement par contraste que l'acte individuel n'a pas résolu le problème social, la capacité du système à laisser se reproduire de tels individus restant intacte.

### Capitalisme
Le capitalisme est décrié dans Pétales de sang, la nouvelle élite kenyane étant dépeinte au mieux comme à son propre service, au pire comme des pantins contrôlés par le « système sans visage du capitalisme ». L' homme ordinaire perd au profit des efforts capitalistes et est essentiellement exploité par la nouvelle élite kenyane. Les agriculteurs sont contraints de borner leurs terres et de les hypothéquer avec des emprunts liés au succès de leur récolte ; à mesure que la qualité des récoltes vacille, beaucoup sont contraints de vendre leurs terres, incapables d'honorer le remboursement de leurs prêts. Thang'eta est un autre symbole du capitalisme. Tiré d'une boisson que Nyakinyua brasse lors d'une cérémonie traditionnelle, il est rapidement commercialisé et devient extrêmement populaire. Wanja, qui introduit la boisson au bar d'Abdulla, est alors exploitée par de grandes entreprises qui la forcent à arrêter son opération Thang'eta. Ni elle ni Munira, qui a créé le slogan, ne reçoivent les fruits de leur travail. De boisson utilisée à l'origine pour aider les gens à se détendre et à échapper à leurs problèmes actuels, elle devient « une boisson de conflit ».

### Enseignement
L'enseignement au service de l'impérialisme est fustigé, et décrit selon Gran Kamenju comme une bouffonnerie emplie d'inanité et d'obscurantisme, délivrée par des professeurs et éducateurs africains formés dans les écoles de l'élite.

## Genèse du roman

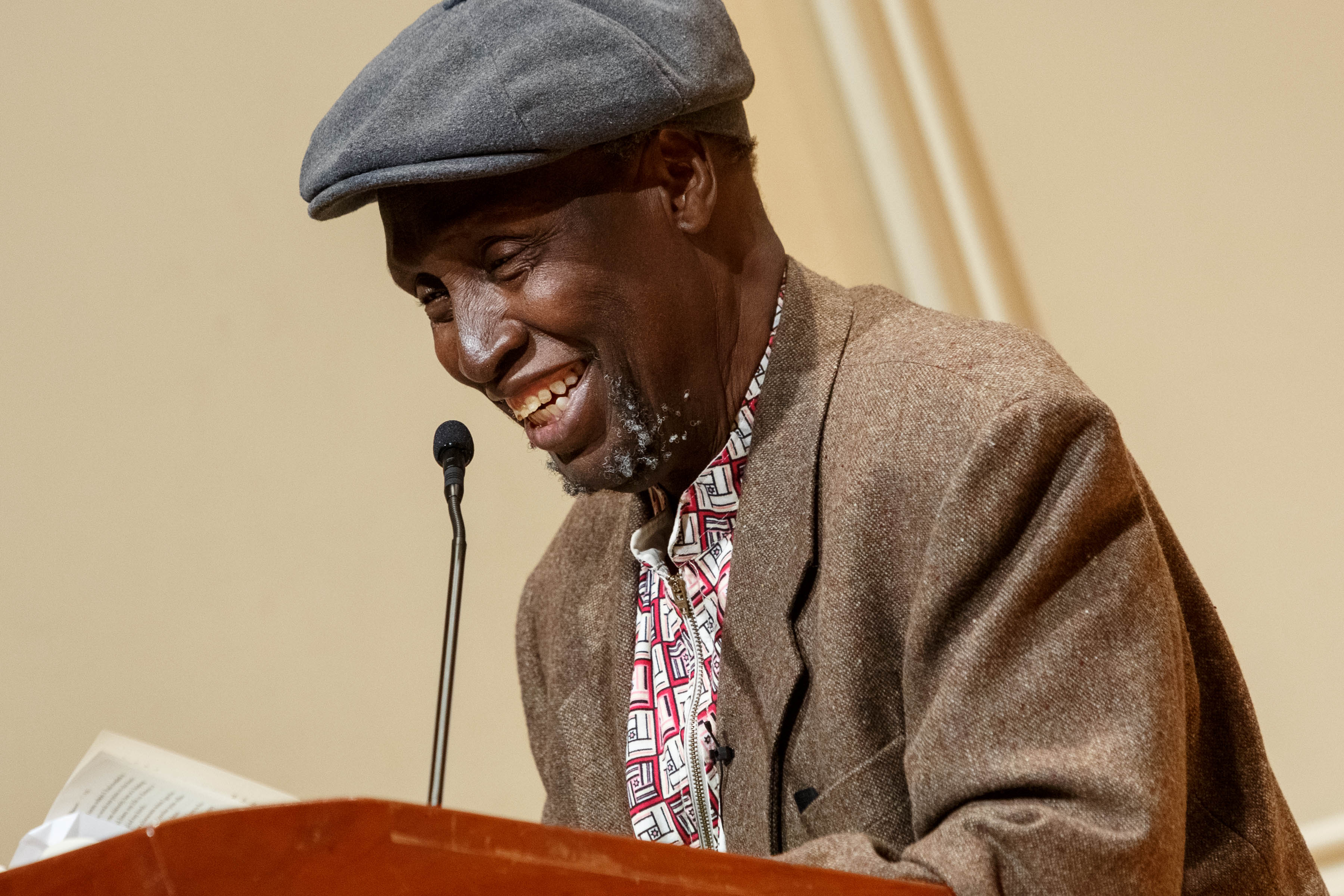
L'auteur, Ngugi wa Thiong'o, en 2019.

Pétales de sang a été écrit sur plusieurs années. C'est le premier roman écrit par l'auteur après qu'il a cessé d'être étudiant, entamé alors qu'il enseignait en 1970 à l'Université Northwestern. Il a continué à y travailler après son retour au Kenya, et l'a finalement terminé alors qu'il était à Yalta en tant qu'invité de l' Union des écrivains soviétiques. Ngugi wa Thiong'o avait déjà traité de la période menant à l'indépendance du Kenya dans Et le blé jaillira. Il souhaitait avec ce roman offrir une vision panoramique de l'État néocolonial en train de consolider son autorité, tout en mettant en avant les contradictions de la modernité postcoloniale, à travers la présence d'arrangements économiques inégaux, de politiques coercitives et une culture nationale fétichisée. Toutefois, il souhaitait dépasser l'échec de la décolonisation, en proposant grâce à la littérature un espace utopique capable de dépasser ces contradictions manifestes.

## Style et structure
Ngugi wa Thiong'o emprunte à trois types de genre : le romain bourgeois pour décrire la psychologie de la peur et l'échec des attentes politiques, la fable satirique, et le réalisme socialiste, pour la critique de la réalité postcoloniale. Sur le plan chronologique, pour Simon Gikandi, le récit peut être divisé en trois sections : « les douze jours pendant lesquels les personnages principaux sont interrogés par la police au sujet des meurtres de Chui, Mzigo et Kimeria (l'histoire mystérieuse) ; les années d'indépendance, que les personnages évoquent alors qu'ils tentent d'expliquer leur destin dans le Nouvel Ilmorog (le récit postcolonial) ; et de nombreuses histoires qui dramatisent, souvent d'un point de vue omniscient, l'histoire du Kenya de la période préhistorique aux années 1970 (les points de repère clés ici étant la colonie d'origine d'Ilmorog et l'assassinat du député-avocat) ». Ces trois histoires, chacune ressortant d'une perspective et empruntant à un style différent, se complètent comme pour informer chacun des protagonistes et brosser un panorama d'ensemble. L'auteur justifiera plus tard dans Décoloniser l'esprit avoir poussé très loin les techniques de flashbacks, les voix narratives multiples, les mouvements dans le temps et dans l'espace et les biographies et histoires parallèles, pour pouvoir  « bouger librement dans le temps et dans l'espace à travers les siècles et à travers tous les jalons importants de l'histoire du Kenya, depuis les premiers temps et retour à la durée de douze jours du présent du roman ».

## Réception
L'accueil très favorable fait au livre par un public anglophone privilégié, et sa faible diffusion dans la population kenyane, sont vécus comme un échec personnel par l'auteur. Il décide alors de ne plus écrire qu'en langue kikuyu, et monte la même année une pièce de théâtre dans cette langue, Ngaahika Ndeenda (« Je me marierai quand je veux »). Il théorise en 1985 cette nécessité d'échapper à la langue coloniale dans une série d'essais publiés en 1985 sous le titre Décoloniser l'esprit.

## Éditions
- 1977 : Éditions Heinemann
- 1985 : version française, traduite par Josette Mane, aux éditions Présence africaine[2].
- 2000 : réédition version française  (ISBN 978-2708704565)